# Rumpelstilzchen & Co.
Rumpelstilzchen und Co. (Originaltitel Rumplcimprcampr) ist ein tschechischer Märchenfilm von Zdeněk Zelenka aus dem Jahr 1997. Produziert wurde Rumpelstilzchen und Co. vom staatlichen tschechischen Fernsehen Česká televize. Die Hauptlinie des Filmgeschehens orientiert sich an den Märchen Rumpelstilzchen von den Gebrüdern Grimm und an Božena Němcová Rumpelstilzchenvariante Karchen Martin. Damit verbildlicht Rumpelstilzchen & Co die Märchen des Themenkreises Aarne-Thompson-Uther-Index (ATU) 500, mit dem auch das Grimm-Märchen Die drei Spinnerinnen, ATU 501, eng verwandt ist. Überdies sind Motive aus Hans Christian Andersens Die Prinzessin auf der Erbse eingeflochten. Der Film wurde 1997 erstmals in Tschechien gezeigt. Die Erstaufführung in Deutschland erfolgte am 22. November 1998 auf dem Kinderkanal.

## Handlung

### Prinz und Ziegenmädchen
Prinz Hubertus liebt das schöne Ziegenmädchen Maria. Heimlich treffen sich die Liebenden im Wald. Währenddessen macht sich König Valentin große Sorgen: Er will in Rente gehen, denn er ist des Regierens müde. Er schimpft, dass der heiratsunwillige Sohn doch endlich eine Prinzessin ehelichen und die Geschäfte übernehmen solle. Die umsichtige und kluge Königin weiß den väterlichen Zorn jedoch geschickt abzumildern.

### Heiratskandidaten
Hochstaplerinnen fahren aufgeputzt durch das Königreich: Die wenig hübsche „Prinzessin Isabella“ und ihre Hofdame – in Wahrheit Mutter und Tochter in heiratsschwindlerischer Absicht. Am Wegesrand machen sie sich beim Ziegenmädchen kundig, wie denn der Prinz des Landes sei. Bei Maria sind sie nun genau an der richtigen Adresse. Das schöne Ziegenmädchen redet ihnen Unsinn ein: Hubertus werde allabendlich ein Rabe, weshalb ihn alle Prinzessinnen verschmähen – helfen dagegen würde nur das Verspeisen von Erbsenbrei bei gleichzeitigem Aufsagen eines beliebigen Zauberspruchs. Das belauscht ein Rabe, der kurze Zeit später in seiner echten Gestalt als bunt gekleideter Narr in seiner Waldhütte beim Arbeiten seinen Spruch aufsagt. Als das Mutter-und-Tochter-Gespann des Weges kommt, schwindelt der Waldschrat ihnen einen angeblichen Zauberspruch vor, den die beiden gleich beim Prinzen zur Anwendung bringen wollen: Rufe Mitternacht den Raben – wirst du Glück am Dritt-Tag haben. Dann entsendet er sie mit einem weiteren Zauber pfeilschnell zum Schloss.

### Keine Prinzessin auf der Erbse
Kaum hört der unbescheidene König Valentin von den Hochstaplerinnen, sie kämen aus dem goldenen Eldorado-Land, will er Hubertus auch schon zwingen, die hässliche Prinzessin zu heiraten. Doch die umsichtige Königin warnt und mahnt eine Prinzessinnenprobe auf der Erbse an. Das königliche Abendessen gerät gänzlich aus den Fugen: Isabella will Hubertus zwingen, Erbsenbrei zu essen, und deklamiert – etwas zu voreilig – ihren Rabenspruch. Hubertus, der lieber am Fernrohr beobachtet, wie es seinem geliebten Ziegenmädchen bei ihrem bösen Stiefvater, ergeht, antwortet, er kenne den Spruch anders: Fliegt ein Vogel gegen Mittag, kommt das Glück zu dir am Dritt-Tag. König Valentin weiß auch noch einen Spruch: Der Kakadu, der Kakadu, der macht das Poloch auf und zu. Der Abend ist nicht mehr zu retten, und Hubertus verabschiedet sich, abgestoßen von den Damen, mit der Empfehlung, noch etwas Erbsenbrei zu essen.
Am nächsten Morgen beobachten König Valentin und seine Frau heimlich, wie die angebliche Prinzessin Isabella auf dem Matratzenberg trotz Erbse schnarcht und dann mit ihrer Mutter über ihren Betrug spricht. Erbost sendet Valentin die beiden in den Hungerturm. Damit die beiden seinen Plänen nicht weiter in die Quere kommen, verwandelt Rumpelstilzchen sie in Ratten, mit der für sie unlösbaren Aufgabe, nur durch eine gute Tat von ihrer Tiergestalt erlöst zu werden. Singend kocht das Männlein im Waldeswinkel:
„Ach wie gut, dass niemand weiß, dass ich Rumpelstilzchen heiß, dass ich fliegen kann als Rabe und ein Doppelleben habe.“

### Traumschwiegermutter in spe
Derweil hat die kluge Mutter von Hubertus einmal durch das Fernrohr geblickt und sieht, wie Hubertus und ein schönes blondes Mädchen im See baden. Doch dann stört etwas das Idyll: Marias Stiefvater, ein Bauer, trennt die beiden Verliebten und verpasst Hubertus sogar ein blaues Auge. Die Königin beschließt, das Problem selbst in die Hand zu nehmen: Am nächsten Tag schickt sie ihren Sohn auf eine fünftägige Reise und fährt zum Hof von Marias bösem Stiefvater. Bei ihrer Ankunft verprügelt er Maria gerade mit seinem Gürtel, weil sie heiraten und ihm nicht mehr dienen will. Die Königin fühlt dem groben Mann auf den Zahn, was Maria denn schon gelernt habe. Da taucht der bunte Kobold hinter dem Bauern auf und behauptet, Maria könne Stroh zu Gold spinnen, was der Bauer vor Angst bestätigt. Unbeeindruckt von dieser Behauptung nimmt die Königin beschützend das schöne Mädchen mit sich. Sie hat beschlossen, König Valentin Maria als prunkvolle Prinzessin vorzustellen und den Sohn und seine Liebste glücklich zu machen. Zu diesem Zweck inszeniert sie Maria als Prinzessin auf der Erbse, wobei dem schönen Mädchen all die blauen Flecken, die es durch seinen Stiefvater bekommen hat, endlich einmal zugutekommen. Sie stattet Maria auch mit einem wunderschönen hellblauen Spitzenkleid und einem Brilliantring aus. Alles geht wunderbar auf und auch König Valentin ist begeistert von der schönen Prinzessin „Marie-Luise von Lohenhohe“. Aber es gibt eine Schwierigkeit: Maria kann nicht lügen, und nach kurzer Zeit hat sie vor dem alten König ihre wahre Herkunft ausgeplaudert. Jetzt ist guter Rat teuer. Valentin will ein Exempel für Heiratsschwindlerinnen statuieren. Da entsinnt sich die Königin des Goldspinnens.

### Goldspinnerei
Darauf geht der goldbegeisterte Valentin gern ein. Die hilflose Maria wird in den Turm gesperrt und die Königin zerbricht sich – zum ersten Mal ratlos – den Kopf, wie die Sache noch zu retten sei. In der Nacht erscheint Maria der bunte Kobold in Däumlinggröße, der sich ihr als „kleines Glück“ und als „Glück der Verliebten“ vorstellt. Er bietet sich an, für sie das Stroh zu Gold zu spinnen, sie müsse ihm aber versprechen, ihm in einem Jahr als Königin zu geben, was auch immer er sich dann wünsche. Arglos und notgedrungen gibt Maria das Versprechen. Sie fällt in Schlaf. Die Begegnung erscheint ihr wie ein Traum. Unterdessen kommt auch der Prinz auf seiner Rückreise am Versteck des Waldschrats vorbei. Dabei belauscht er den Kobold, wie er bei den Frühstücksvorbereitungen sein Lied singt:
„Heiß nicht Alexander, und nicht Weomyr, heiße auch nicht Celsius, das verrat ich dir, heiß nicht Alpha oder Beta oder Caesar gar, heiß nicht Dietrich oder Wüterich, bin auch nicht der Zahahahahar. Ach, wie gut, dass niemand weiß, daß ich Rumpelstilzchen heiß. Rumpelstilzchen heiß ich, doch der König weiß nicht, wie ich wirklich heiß.“
Am nächsten Morgen ist zum Staunen Marias und zur freudigen Überraschung Valentins tatsächlich aus dem Stroh Gold geworden. Zum Kummer Valentins kann sich die Schöne aber nicht mehr daran erinnern, wie das Goldspinnen funktioniert. Doch das Glück von Hubertus und Maria ist vollkommen, und die beiden begehen in einem prachtvollen Fest ihre Hochzeit. Erst erstaunt, dann wohlgefällig betrachtet das Königspaar, wie Braut und Bräutigam als Hochzeitstanz Polka tanzen. Auch vergessen Hubertus und Maria nicht, die geliebte Ziege vom verblüfften Stiefvater wegzuholen.

### Alles oder nichts
Das königliche Paar hat einen kleinen bildhübschen Thronfolger bekommen, einen Prinz Valentin. Doch als das Jahr des Rumpelstilzchens um ist, fordert er von Maria als Gegengabe das Kind. Der Junge soll Rumpelstilzchens Nachfolger werden und das kann nicht irgendeiner, da braucht er schon ein solches, gesundes Kind mit klugen Vorfahren. Maria ist entsetzt, aber auch Hubertus und seine Eltern können nicht helfen. Der eitle Kobold ist aber schließlich zu einem Spiel bereit. Wenn Maria seinen Namen errät, kann sie das Kind behalten. Zur Feier des kleinen Prinzen zu seinem morgigen 1. Geburtstag wird der Böse wiederkommen. Hubertus weiß noch, in welchen Waldwinkel sich das irrsinnige Männlein versteckt hält. Es gelingt ihm auch, ihn auszuhorchen, aber die beiden Hochstaplerinnen in Rattengestalt verraten ihn. Das erboste Waldschrat lässt Hubertus gefesselt zurück. Die Rattendamen beschließen, nun doch Hubertus zu helfen und zu befreien, damit gewinnen sie ihre menschliche Gestalt zurück und Hubertus kann mit dem Namen zum Hof eilen. Fast kommt er zu spät: Der bunte Kobold hat schon alle Geburtstagsgäste in Luft aufgelöst. Doch dann kann ihm Maria noch seinen richtigen Namen entgegenschleudern: „Rumpelstilzchen vom schwarzen Raben“. Prinz Valentin ist gerettet. Alles freut sich und der böse Kobold muss sich nach anderen Betätigungsfeldern umsehen. Der Geburtstagswalzer kann endlich fröhlich getanzt werden.

## Besetzung
| Figur           | Darsteller        | Deutscher Sprecher |
| --------------- | ----------------- | ------------------ |
| Rumpelstilzchen | Jaroslav Kepka    | Henning Venske     |
| Königin         | Jiřina Bohdalová  | Renate Pichler     |
| König           | Július Satinský   | Hans Sievers       |
| Prinz Hubertus  | Ivan Hora         | Till Demtröder     |
| Maria           | Andrea Elsnerová  | Simone Seidenberg  |
| Matylda         | Růžena Merunková  | Isabella Grothe    |
| Stiefvater      | Ladislav Potměšil | Eberhard Haar      |
| Magd Elisabeth  | Simona Postlerová | Susanne Sternberg  |

Jaroslav Kepka, das zauberische Rumpelstilzchen, dessen Charakter hier zwischen Rabe, daumengroßem Kobold und geisterhaftem Narrenbild wechselt, spielte auch in anderen Märchenfilmen: Das Zauberbuch (Kostümverleiher), Der Zauberrabe Rumburak und Wettstreit im Schloss. Die Bauerntochter, Andrea Elsnerová, ist auch bekannt aus dem Märchenfilm Elixír und Halibela und ihr Prinz ist Ivan Hora, der in Die sieben Raben einen Rabenbruder verkörperte. Die weitaus bekannteste Schauspielerin des Films ist Jiřina Bohdalová (bspw. Der Zauberrabe Rumburak, Der Feuervogel, Die Seekönigin).
Die deutsche Synchronbearbeitung entstand im Studio Hamburg Synchron; für Dialogbuch und -regie war in der deutschen Fassung Dietrich Lange verantwortlich.

## Musik und Bilder
Die Musik von Rumpelstilzchen & Co. lebt von den Tanzmotiven Johann Strauss’ und seinen Söhnen, besonders auch Johann Strauss dem Jüngeren: Walzer, Quadrille besonders aber auch die Polka, mit der Maria und Hubertus ihren Hochzeitstanz in bäuerlicher Tradition eröffnen. Die Bildwelt des Films ist inspiriert von den Rokokobildern der Schäferidyllen von François Boucher: insbesondere in der Inszenierung der Liebesszenen zwischen der Ziegenhirtin und dem Prinzen. Die traurige Alltagswelt Marias bei ihrem hartherzigen Stiefvater erinnert an die Bilder von Artuš Scheiner zu dem rumpelstilzchennahen Märchen Die drei Spinnerinnen.

## Kritiken
„Märchenfilm nach bekannten Motiven, der die eigentlich schlichte Grundidee mit zusätzlichen Einfällen bereichert“

„Nett, auch wenn's nicht gerade umhaut.“

## DVD-Veröffentlichung
Am 13. April 2006 wurde der Film auf DVD von der KNM Home Entertainment GmbH veröffentlicht.